# بلدة فالي (مقاطعة بوفالو)
بلدة فالي، مقاطعة بوفالو (نبراسكا) (بالإنجليزية: Valley Township, Buffalo County, Nebraska)‏ هي منطقة سكنية تقع في الولايات المتحدة في مقاطعة بفلو، نبراسكا.  يقدر عدد سكانها بـ 158 نسمة ومساحتها 92.86 كم2  وترتفع عن سطح البحر 671 متر.